# Таждарова, Нагима Ахмадулловна
Нагима Ахмадулловна Таждарова, урождённая Ахмадуллина (тат. Нәгыймә Әхмәдулла кызы Әхмәдуллина (Таҗдарова); 23 мая 1888, дер. Малые Аты, Казанский уезд, Казанская губерния, Российская империя — 16 марта 1947, Казань) — татарская советская драматическая актриса

. Народная артистка Татарской АССР (1939) и заслуженная  артистка РСФСР (1940).

## Биография
Дебютировала на сцене татарской профессиональной театральной труппы «Сайяр» в 1915 году. Работала под руководством Габдуллы Кариева. С 1917 года играла в Оренбургской труппе театра «Ширкат». В годы гражданской войны была актрисой фронтовой труппы, в 1919—1920 годах — во фронтовом театре в городе Бузулук, в агитпоездах Красной Армии и частях Туркестанского фронта.
С 1920 года — в Ташкентском татарском театре, в 1921 году — в составе 1-го показательного татарского театра в Казани, в  1922—1926 годах выступала на сцене Башкирского театра драмы (ныне Башкирский театр драмы имени Мажита Гафури). С 1926 года — актриса Татарского театра имени Галиасгара Камала.
Сценические образы созданные Н. Таждаровой отмечены ярким национальным своеобразием, мастерством перевоплощения.

## Избранные роли
- Мария Антоновна («Ревизор» Гоголя
- Коринкина («Без вины виноватые» Островского)
- Юлинька («Доходное место» Островского)
- Галиябану (о. п. Файзи)
- Луиза («Коварство и любовь» Ф. Шиллера)
- Амалия («Разбойники» Ф. Шиллера)
- Татьяна («Ф. Шиллера)»),
- Оксана («Гибель эскадры» А. Е. Корнейчук),
- Гульниса («Потоки» Гиззата)
- Сажида («Шамсикамар» Аблиева)
- Нафига («Минникамал» Амирова).